# Houston, Teksas
Houston (angleška izgovorjava: /ˈ(h)juːstən/, IPA: [ˈjuːstən]) je četrto največje mesto v Združenih državah Amerike in največje mesto v zvezni državi Teksas. Po ocenah s popisa ZDA leta 2007 ima mesto 2,2 milijona prebivalcev. Houston je središče okrožja Harris County in gospodarsko središče velemestnega območja Houston–Sugar Land–Baytown, ki je s 5,7 milijona prebivalcev šesto največje velemestno območje v ZDA.
Mesto je bilo ustanovljeno na bregu reke Buffalo Bayou leta 1836, leto kasneje pa so mu bile podeljene mestne pravice. Poimenovali so ga po tedanjem predsedniku Teksaške republike in poveljniku v odločilni bitki teksaške revolucije, Samu Houstonu. Zaradi rastoče pristaniške dejavnosti in železniške industrije ter odkritja nafte leta 1901 je prebivalstvo raslo zelo hitro. Sredi 20. stoletja so v mestu odprli Texas Medical Center, danes največji kompleks zdravstvenih in raziskovalnih ustanov na svetu, ter Johnsonovo vesoljsko središče, od koder NASA nadzoruje vesoljske polete.
Gospodarstvo v Houstonu ima široko zaledje v sektorjih energetike, proizvodnje, aeronavtike, prometa in zdravstva. Houston je največje središče proizvodnje naftne tehnologije, v mestu imajo sedeže številna velika naftna podjetja. Houstonsko pristanišče je na prvem mestu v ZDA po mednarodnem pretovoru in na drugem mestu po skupnem pretovoru (v tonah). Prebivalstvo Houstona ima multikulturno ozadje z rastočo mednarodno skupnostjo. V mestu imajo sedež številne kulturne ustanove, zlasti v tako imenovani »muzejski četrti«, ki jo vsako leto obišče več kot 7 milijonov turistov. Središče mesta se ponaša tudi z »gledališko četrtjo« z živahnim dogajanjem na področju vizualne in odrske umetnosti.

## Pobratena mesta
Houston je pobraten s 17 mesti:
- Abu Dabi, Združeni arabski emirati (2001)
- Baku, Azerbajdžan (1976)
- Chiba, Japonska (1973)
- Grampian, Škotska, Združeno kraljestvo (1979)
- Guayaquil, Ekvador (1987)
- Huelva, Španija (1969)
- Carigrad, Turčija (1986)
- Karači, Pakistan (2009)
- Leipzig, Nemčija (1993)
- Luanda, Angola (2003)
- Nica, Francija (1973)
- Perth, Avstralija (1983)
- Shenzhen, Ljudska republika Kitajska (1986)
- Stavanger, Norveška (1980)
- Tajpej, Tajvan (1963)
- Tampico, Mehika (2003)
- Tiumen, Rusija (1995)